# Cerignola
Cerignola je drugi po veličini grad u talijanskoj pokrajini Foggia u regiji Apulija od 56 816 stanovnika.

## Zemljopisne karakteristike
Cerignola leži na jugoistoku Italije na južnoj granici Apulijske ravnice, udaljena oko 30 km od Jadranskog mora i oko 38 km jugoistočno od provincijskog centra Foggie. 

## Povijest
Cerignola je bila municipij za rimskih vremena.
Kod grada su 28. travnja 1503. Španjolci pobijedili Francuze i tako zagospodarili Napuljskim Kraljevstvom za niz sljedećih stoljeća.Samim gradom vladale su plemićke porodice Caracciolo i Pignatelli. 
U Cerignoli je rođen čuveni talijanski filolog Nicola Zingarelli - 1860. a skladatelj Pietro Mascagni skladbio je svoju slavnu operu Cavalleria rusticana upravo tu 1890.

## Znamenitosti
Najveća znamenitost Cerignole je barokna crkva Beata Vergine del Monte Carmelo iz 16. st. a.

## Gospodarstvo
Cerignola' je značajan transportni i trgovački centar vunom tog dijela Apulije i centar poljoprivrednog kraja, u kom se proizvodi maslinovo ulje, vino, bademi, pšenica, zob i lan.

## Gradovi prijatelji
- Italija, Vizzini
- Montilla, Španjolska
- Nemours, Francuska

## Vanjske poveznice
- Službene stranice grada  Arhivirana inačica izvorne stranice od 7. rujna 2013. (Wayback Machine) (tal.)
- Cerignola na portalu Encyclopædia Britannica